# 南濃町立城山小学校山崎分校
南濃町立城山小学校山崎分校（なんのうちょうりつ しろやましょうがっこう　やまざきぶんこう）は、かつて岐阜県海津郡南濃町（現・海津市）に存在した公立小学校の分校。

## 概要
- 城山小学校の分校であり、校区は山崎、上野河戸であった。1964年廃校。

## 沿革
- 1873年（明治6年） - 石津郡山崎村に敏行舎が開校。山崎村、安江村、上野河戸村の児童が通学する。浄国寺[注釈 2]を仮校舎とする。
- 1875年（明治8年） - 山崎村字北畑に新校舎が完成し、移転する。同時に敏行学校に改称する。
- 1886年（明治19年） - 廃校。児童は太田村の太田蒙享学校へ通学する。
- 1893年（明治26年） - 山崎村に、山崎村・上野河戸村・太田村三ヶ村組合立山崎尋常小学校が開校。校区は山崎村、上野河戸村、及び太田村字安江（旧・安江村）。校舎は、旧・敏行学校の校舎を転用する。
- 1897年（明治30年）
  - 4月1日 - 西駒野村、徳田村、徳田新田、庭田村、奥条村、羽沢村、山崎村、上野河戸村が合併し、海津郡城山村が発足。同時に城山村立山崎尋常小学校に改称する。校区の太田村字安江は石津村の石津尋常小学校に移る。
  - 12月 - 城山尋常小学校に統合され、城山尋常小学校山崎分教場となる。
- 1901年（明治34年） - 山崎尋常小学校として独立する。
- 1907年（明治40年）4月 - 校舎を改築する。
- 1931年（昭和6年）7月 - 城山尋常小学校に統合され、城山尋常高等小学校山崎分教場となる。
- 1941年（昭和16年） - 城山国民学校に山崎分教場改称する。
- 1947年（昭和22年） - 城山村立城山小学校山崎分校に改称する。1～4年生が通学する。
- 1954年（昭和29年）
  - 6月1日 - 城山村が町制施行、城山町になる。同時に城山町立城山小学校山崎分校に改称する。
  - 11月5日 - 海津郡城山町、石津村、および養老郡下多度村が合併し、南濃町が発足。同時に南濃町立城山小学校山崎分校に改称する。
- 1964年（昭和39年）3月 - 廃校。